# Moonkey
Moonkey de son vrai nom Sébastien Daumerie, né le 2 mars 1973, est un auteur de bande dessinée et mangaka belge. Il est notamment l'auteur de la bande dessinée Dys, influencée par le manga et prépubliée dans le magazine Shōnen Collection de Pika Édition.

## Biographie

### Enfance et formation
Sébastien Daumerie, naît le 2 mars 1973,. Moonkey dessine depuis toujours, et tout jeune, il consacre déjà la majorité de son temps libre à cette activité. C’est à l’âge de 8 ans qu’il crée Spori, magazine amateur qui reprenait le concept de Pif Gadget, qu'il vendait dans les cours d'école. Chose assez surprenante pour son âge, il y dessine seul, pendant plusieurs années, toutes sortes d’histoires assez hétéroclites. Son imagination débordante est liée à une volonté de créer un scénario pour chaque personnage qu’il invente.
Ses influences sont multiples. En plus de regarder les dessins animés japonais (Anime) diffusés à la télévision, il lit tout ce qui lui tombe sous la main ; de la Bande dessinée franco-belge aux comics. Quelques années plus tard, il découvre le manga sur support papier, ce style l’influence beaucoup pour ne plus jamais le quitter. De plus, Moonkey est invité pour la première fois au Japon, observer comment un character designer et un mangaka travaillent. En 1998, il y retourne afin de présenter une cinquantaine de planches chez les plus grands éditeurs japonais ; des rencontres et retours sur son travail qui se révèlent très enrichissants.
Il continue sa percée dans le monde du manga en travaillant pendant 2 ans chez Dynamic Vision (aujourd’hui Dybex), ex-filiale française de Dynamic Planning société de Go Nagai, en tant qu’adaptateur graphique sur de nombreux mangas japonais. Il est aussi webmaster et illustrateur pour leurs séries licenciées telles que Utena la fillette révolutionnaire, Kenshin le vagabond, Cowboy Bebop, Blue submarine n°6.
En 2005, il commence la prépublication de Dys dans le numéro d’avril 2005 du magazine Shōnen Collection. Elle reprend tous les codes non seulement graphiques et narratif, mais aussi tout le processus éditorial professionnel japonais : prépublication dans un magazine, système de votes par les lecteurs, avant d’être publié ensuite en tomes reliés. L’auteur reprend la forme du manga tout en proposant un fond différent basé sur la culture européenne, leurs modes de pensées... De plus, il se force à placer l’action dans des décors réels proche de son lectorat, comme c’est le cas dans les mangas d’origine japonaise.
Afin de suivre le rythme soutenu de publication, il fonde le studio Moonkey Pro,.

### Dans les médias
Au-delà de la surprise qu’un non japonais fasse du manga, le traitement du sujet sur Dys, la série reçoit un excellent accueil auprès du monde professionnel. La presse le mentionne à plusieurs reprises au journal télévisé de RTL-TVI ; un sujet lui est consacrée dans la quotidienne de la RTBF, sur France 3, France 5, la chaîne Mangas et sur Télésambre[réf. nécessaire].
RTL-TVI consacre une émission prime time entière sur le jeune auteur dans l’hebdomadaire Coûte que coûte.
Moonkey, premier mangaka européen et belge se fait le guide de l'émission de télévision Kaboom pour son quatrième tome,.

### Engagement
Outre Léna, manga à but social sur la violence conjugale, Moonkey s'engage au profit du centre de recherche contre le sida chez l’enfant et l’adolescent de l’Hôpital Saint-Pierre de Bruxelles. Il rencontre également des jeunes en décrochages scolaires,.

## Œuvres

### Publications
- Dys, Pika Édition
  - Un futur homme important, 25 janvier 2006  (ISBN 9782845995574)
  - L'Homme qui valait 20 000 euro, 14 juin 2006  (ISBN 9782845996373)
  - Amour, gloire et sacrifice, 18 avril 2007  (ISBN 9782845997134)
  - Le Saigneur des agneaux, 14 novembre 2007  (ISBN 9782845998049)
- Léna, 2008[13]

#### Necromancer
- - Necromancer 1 : Le réveil des morts, Pika Édition, 1er juillet 2010  (ISBN 9782811602086)
  - Necromancer 2 : Le réveil des morts, juin 2012  (ISBN 9782811604417)
- 3. Tome 3, Pika Édition, coll. « Pika Shônen », Boulogne, 12 juin 2013
Scénario et dessin : Moonkey - Couleurs : noir et blanc -  (ISBN 2811610405)

### Expositions

#### Expositions individuelles
- Exposition et atelier de Moonkey, à la médiathèque de Fougères du 5 au 17 novembre 2012[14].

#### Expositions collectives
- Histoire de la Manga, bibliothèque de Laeken du 2 au 15 février 2009[15].

#### Articles
- Moonkey (interviewé par Hervé Giraud), « L’interview de Moonkey !!! (LE mangaka francophone auteur de DYS !) », Coolture,‎ janvier 2007 (lire en ligne, consulté le 1er février 2023).
- Moonkey (interviewé par Antonella Soro), « Moonkey, mangaka belge («Otaku Station»): «Faire ce métier est galère» », Ciné-Télé-Revue,‎ 25 janvier 2022 (lire en ligne, consulté le 14 octobre 2023).

### Émissions de télévision
- Kaboom #4 : À la rencontre de Moonkey, Mangaka européén ! sur kaboombd.tv, présentation et interview Thibault Fontenoy (9 min 42 s), 22 décembre 2013 Voir en ligne.

### Podcast
- Otaku Station Moonkey le premier mangaka belge. Présentation : Jill Vandermeulen sur la plateforme RTL Play.